# Kadaň
Kadaň (in tedesco Kaaden) è una città della Repubblica Ceca facente parte del distretto di Chomutov, nella regione di Ústí nad Labem.

## Geografia antropica

### Frazioni
- Brodce (Prödlas)
- Bystřice (Wistritz)
- Kadaňská Jeseň (Gösen)
- Meziříčí (Meseritz)
- Nová Víska (Neudörfl)
- Nový Prunéřov (Neubrunnersdorf)
- Pastviny (Weiden)
- Pokutice (Pokatitz)
- Prunéřov (Brunnersdorf)
- Tušimice (Tuschmitz)
- Úhošť (Burberg)
- Úhošťany (Atschau)
- Zásada u Rašovic (Sosau)